# 23rd Fighter Squadron
Le 23rd Fighter Squadron (23rd FS), est un escadron de chasse de l'United States Air Forces in Europe qui a appartenu au 52nd Fighter Wing basé à Spangdahlem Air Base en Allemagne. Il a été équipé de chasseurs F-16C/D des années 1980 à sa dissolution en 2010.

## Historique
- 22 décembre 1939 : création du 23rd Pursuit Sqdn (Interceptor)
- 1er février 1940 : activation
- 15 mai 1942 : redésigné 23rd Fighter Sqdn
- 20 août 1943 : redésigné 23rd Fighter Sqdn, Single Engine
- 31 mars 1946 : dissolution
- 15 octobre 1946 : réactivation
- 27 octobre 1947 : redésigné 23rd Fighter Sqdn, Jet Propelled
- 17 juin 1948 : redésigné 23rd Fighter Sqdn, Jet
- 20 janvier 1950 : redésigné 23rd Fighter Bomber Sqdn
- 9 août 1954 : redésigné 23rd Fighter Day Sqdn
- 8 juillet 1958 : redésigné 23rd Tactical Fighter Sqdn
- 1er octobre 1991 : prend sa désignation actuelle de 23rd Fighter Sqdn

## Bases
- Kelly Field (Texas) : 1er février 1940 - 16 novembre 1940
- Langley Field (Virginie) : 17 novembre 1940 - 5 janvier 1941
- Losey Field (Porto Rico) : 6 janvier 1941 - 12 décembre 1941
- Vega Baja (Porto Rico) : 13 décembre 1941 - 20 mai 1943
- Morrison Field (Floride) : 21 mai 1943 - 15 juin 1943
- Mitchell Field (New York (État)) : 16 juin 1943 - 21 juin 1943

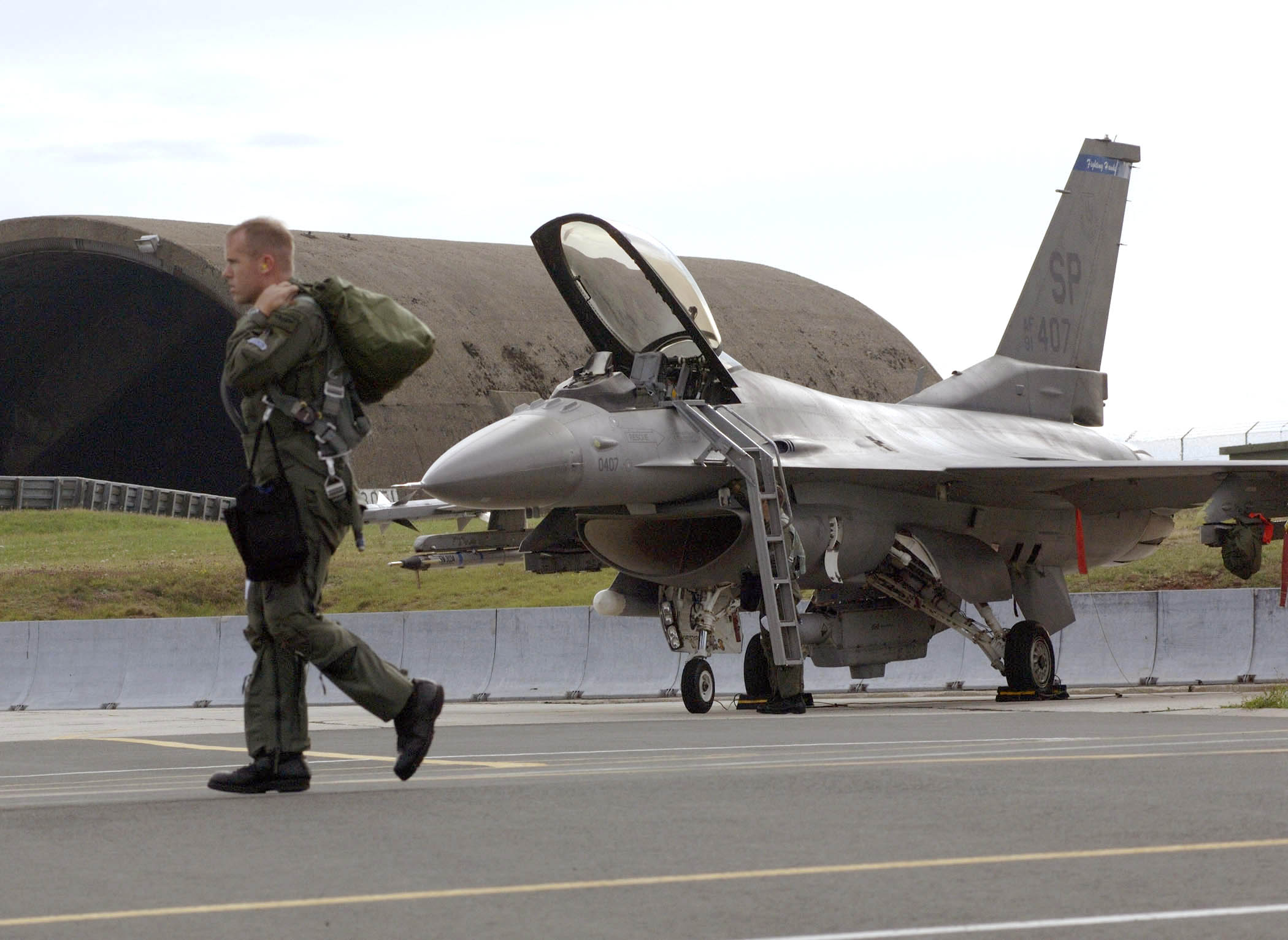
Un pilote du 23rd FS devant son F-16C à Spangdahlem AB

- Charleston (Caroline du Sud) : 22 juin 1943 - 17 septembre 1943
- Galveston AAFld (Texas) : 18 septembre 1943 - 26 octobre 1943
- Dalhart AAFld (Texas) : 27 octobre 1943 - 23 décembre 1943
- Bruning AAFld (Nebraska) : 24 décembre 1943 - 5 avril 1944
- Kingsnorth (Angleterre) : 6 avril 1944 - 2 août 1944
- Brucheville (France) : 3 août 1944 - 5 septembre 1944
- Le Mans (France) : 6 septembre 1944 - 25 septembre 1944
- Athis (France) : 26 septembre 1944 - 2 octobre 1944
- Juvincourt (France) : 3 octobre 1944 - 27 octobre 1944
- Le Culot (Belgique) : 28 octobre 1944 - 27 mars 1945
- Aachen (Allemagne) : 28 mars 1945 - 7 avril 1945
- Niedermennig (Allemagne) : 8 avril 1945 - 20 avril 1945
- Kassel/Rothwesten (Allemagne) : 21 avril 1945 - 14 février 1946
- Bolling Field (District de Columbia) : 15 février 1946 - 31 mars 1946
- Howard Field (Panama) : 15 octobre 1946 - 16 août 1948
- Furstenfeldbruck AB (Allemagne) : 17 août 1948 - 16 novembre 1952
- Bitburg AB (Allemagne de l'Ouest) : 17 novembre 1952 - 30 décembre 1971
- Incirlik AB (Turquie) : 17 janvier 1991- 15 mars 1991 durant la guerre du Golfe
- Spangdahlem AB, Allemagne : 31 décembre 1971 - 16 janvier 1991 et 16 mars 1991 - 13 aout 2010

## Affectation
- 36th Pursuit Group : 1er février 1940 - 14 mai 1942
- 36th Fighter Group : 15 mai 1942 - 31 mars 1946 et 15 octobre 1946 - 9 janvier 1950
- 36th Fighter Bomber Group : 20 janvier 1950 - 8 août 1954
- 36th Fighter Day Group : 9 août 1954 - 30 septembre 1956
- 36th Fighter Day Wing : 1er octobre 1956 - 7 décembre 1957
- 36th Tactical Fighter Wing : 8 décembre 1957 - 30 décembre 1971
- 52nd Tactical Fighter Wing : 31 décembre 1971 - 31 mars 1994
- 7440th Composite Wing : 17 janvier 1991 - 15 mars 1991
- 52nd Tactical Fighter Wing : 16 mars 1991 - 30 septembre 1991
- 52nd Fighter Wing : 1er octobre 1991 - 13 aout 2010